# Asaana

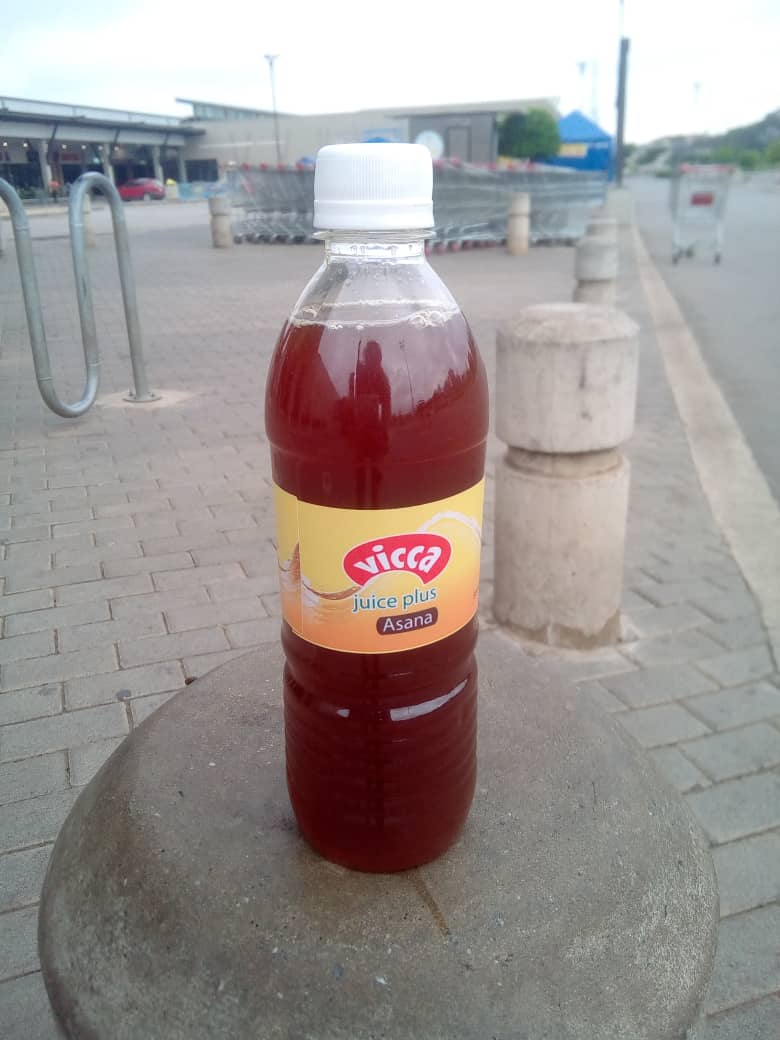
Uma foto de uma asaana engarrafada

Asaana é uma bebida de milho caramelizada popular feita de milho fermentado e açúcar caramelizado em Gana com um sabor refrescante. É referida como elewonyo em outras partes de Gana e conhecida em muitos países como bebida de cerveja de milho.